# The Magician (musicien)
Pour les articles homonymes, voir The Magician.
Stephen Fasano, plus connu sous son nom de scène The Magician, est un disc jockey et producteur de musique belge né en 1987 originaire de Namur, Wallonie en Belgique.
Il est surtout connu pour son single Sunlight de 2014, ainsi que pour ses remixes pour Lykke Li, I Follow Rivers en 2011 et Clean Bandit Rather Be en 2014. Il obtiendra d'ailleurs l'Octave électro lors des Octaves de la musique 2014.
Depuis 2010, il publie des mixtapes mensuelles nommées Magic Tapes qui mettent en avant les nouvelles sorties house et dance en tout genre.

## Carrière

### 2007–10: Aeroplane
De 2007 à 2010, Stephen fait partie du duo Aeroplane aux côtés de Vito de Luca. En 2010, il annonce qu'il quitte le duo pour lancer sa carrière en solo. De Luca, quant à lui, continue son projet et conserve le nom Aeroplane.

### 2011–13:Twist
En 2011, The Magician publie son premier EP Twist sur le label français Kitsuné en collaboration avec Yuksek en tant que Peter and The Magician. En octobre 2011, The Magician sort son premier single I Don't Know What to Do avec Jeppe Laursen, toujours sur le label Kitsuné. En 2012, il sort le single Memory à nouveau en collaboration avec Yuksek en tant que Peter and The Magician sur le label Kitsuné. En septembre 2013, il sort le single When the Night Is Over puis, plus tard dans l'année le single On My Brain sur le label de Yuksek, Party Fine Music[source secondaire souhaitée].

### 2014–2019: Succès international
En juin 2014, The Magician sort le single Sunlight. Cette chanson rencontre un certain succès puisqu'elle atteint la septième place des charts en Belgique. Sunlight sort plus tard au Royaume-Uni, le 28 septembre 2014. 
En juillet 2014, The Magician lance son label Potion Records[source secondaire souhaitée]. Parmi les sorties de ce label, on[style à revoir] retrouve des productions de The Magician, mais également d'autres artistes. Le label est mis en pause en 2019[pourquoi ?].
En parallèle, The Magician enchaîne les dates live, principalement aux États-Unis et en Europe. Il se produit également à Tomorrowland en 2018[source secondaire souhaitée]. Il continue à sortir régulièrement ses Magic Tapes[source secondaire souhaitée].

### 2020 - aujourd'hui:Renaissance
Cette section ne s'appuie pas, ou pas assez, sur des sources secondaires ou tertiaires indépendantes du sujet.

Pour l'améliorer, ajoutez-en, ou placez des modèles {{Source secondaire souhaitée}} ou {{Source secondaire nécessaire}} sur les passages mal sourcés. (janvier 2025)

A-Trak avec The Magician à Tomorrowland le 27 juillet 2024, sur la scène « Library ».

The Magician  sort également l'EP Renaissance en mai 2020. Le label Potion Records est relancé en 2020 en collaboration avec Unity Group. 
En 2022, il sort également un EP de 5 titres intitulé The Magician Presents : Club Fever.
En 2023 The Magician a réalisé une tournée 'back to back' avec le producteur et DJ A-Trak. 
L'artiste possède une résidence mensuelle dans le club Elsewhere à Brooklyn.

## Discographie

### Sous The Magician

#### Singles
| Titre | Année | Position maximale dans les charts | Position maximale dans les charts | Position maximale dans les charts | Position maximale dans les charts | Position maximale dans les charts | Position maximale dans les charts | Certifications                     |
| Titre | Année | BEL (Fl)                          | BEL (Wa)                          | AUS                               | FRA                               | P-B                               | UK                                | Certifications                     |
| --- | ----- | --------------------------------- | --------------------------------- | --------------------------------- | --------------------------------- | --------------------------------- | --------------------------------- | ---------------------------------- |
| I Don't Know What to Do (featuring Jeppe)                                                                       | 2011  | —                                 | —                                 | —                                 | —                                 | —                                 | —                                 |                                    |
| When the Night Is Over (featuring Newtimers)                                                                    | 2013  | —                                 | 44                                | —                                 | —                                 | —                                 | —                                 |                                    |
| Sunlight (featuring Years & Years)                                                                              | 2014  | 7                                 | 11                                | 20                                | 184                               | 37                                | 7                                 | - ARIA: Or - BEA: Or - BPI: Argent |
| Together | 2015  | 20                                | —                                 | —                                 | —                                 | —                                 | —                                 |                                    |
| Shy (featuring Brayton Bowman)                                                                                  | 2016  | 32                                | —                                 | —                                 | —                                 | —                                 | —                                 |                                    |
| Tied Up (avec Julian Perretta)                                                                                  | 2017  | 33                                | —                                 | –                                 | —                                 | —                                 | 52                                |                                    |
| Slow Motion (avec TCTS featuring Sam Sure)                                                                      | 2017  | —                                 | —                                 | —                                 | —                                 | —                                 | —                                 |                                    |
| Las Vegas (featuring Ebenezer)                                                                                  | 2018  | —                                 | —                                 | —                                 | —                                 | —                                 | —                                 |                                    |
| Love Break (featuring Hamza)                                                                                    | 2018  | —                                 | —                                 | —                                 | —                                 | —                                 | —                                 |                                    |
| Build a Fire (featuring Clew & Prov)                                                                            | 2018  | —                                 | —                                 | —                                 | —                                 | —                                 | —                                 |                                    |
| Jalisco (avec Kideko)                                                                                           | 2018  | —                                 | —                                 | —                                 | —                                 | —                                 | —                                 |                                    |
| Ready to Love                                                                                                   | 2019  | —                                 | —                                 | —                                 | —                                 | —                                 | —                                 |                                    |
| Disco Dakka (Club Fever Part 1)                                                                                 | 2019  | —                                 | —                                 | —                                 | —                                 | —                                 | —                                 |                                    |
| You and Me | 2020  | —                                 | —                                 | —                                 | —                                 | —                                 | —                                 |                                    |
| One Vibration (avec Clypso)                                                                                     | 2021  | —                                 | —                                 | —                                 | —                                 | —                                 | —                                 |                                    |
| Life (avec Wuh Oh)                                                                                              | 2021  | —                                 | —                                 | —                                 | —                                 | —                                 | —                                 |                                    |
| Hippies (featuring Two Another)                                                                                 | 2021  | —                                 | —                                 | —                                 | —                                 | —                                 | —                                 |                                    |
| So Naive | 2021  | —                                 | —                                 | —                                 | —                                 | —                                 | —                                 |                                    |
| Doo Doo Ratata (Club Fever Part 2) (avec Kolombo)                                                               | 2022  | —                                 | —                                 | —                                 | —                                 | —                                 | —                                 |                                    |
| I Love to Watch You Dance (Club Fever Part 3) (avec Kolombo)                                                    | 2022  | —                                 | —                                 | —                                 | —                                 | —                                 | —                                 |                                    |
| On My Body (avec Carl Chase & Owlle)                                                                            | 2022  | —                                 | —                                 | —                                 | —                                 | —                                 | —                                 |                                    |
| Differences (avec The Aston Shuffle)                                                                            | 2023  | —                                 | —                                 | —                                 | —                                 | —                                 | —                                 |                                    |
| Love On You (avec A-Trak featuring Griff Clawson)                                                               | 2023  | —                                 | —                                 | —                                 | —                                 | —                                 | —                                 |                                    |
| If you go (feat Griff Clawson)                                                                                  | 2024  |                                   |                                   |                                   |                                   |                                   |                                   |                                    |
| The Magician & Purple Disco Machine All My Life                                                                 | 2024  |                                   |                                   |                                   |                                   |                                   |                                   |                                    |
| "—" signifie que le single n'apparaît pas dans les charts de ce pays ou bien n'est pas sorti sur ce territoire. |       |                                   |                                   |                                   |                                   |                                   |                                   |                                    |

#### Remixes
- 2010 : The Aikiu - The Red Kiss (The Magician's "Precious 80's Pop" Remix)
- 2011 : Lykke Li - I Follow Rivers (The Magician Remix)
- 2011 : Yuksek - On A Train (The Magician Remix)
- 2011 : Wolf Gang - Stay And Defend (The Magician "Caribbean Disco" Remix)
- 2011 : Scenic - Another Sky (The Magician Remix)
- 2011 : Beni feat. Sean Delear & Turbotito - It's A Bubble (The Magician Remix)
- 2011 : Tyson - After You're Gone (The Magician Remix)
- 2012 : Sam Sparro - Happiness (The Magician Remix)
- 2012 : Sébastien Tellier - Cochon Ville (The Magician Remix)
- 2012 : RAC feat. Penguin Prison - Hollywood (The Magician Remix)
- 2014 : Clean Bandit feat. Jess Glynne - Rather Be (The Magician Remix)
- 2014 : Chris Malinchak - If U Got I (The Magician Remix)
- 2014 : Chromeo feat. Toro Y Moi - Come Alive (The Magician Remix)
- 2014 : Javeon - Intoxicated (The Magician Remix)
- 2014 : Mausi - My Friend Has A Swimming Pool (The Magician Remix)
- 2014 : Zhu - Faded (The Magician Remix)
- 2015 : Years and Years - King (The Magician Remix)
- 2015 : Blonde feat. Alex Newell - All Cried Out (The Magician Remix)
- 2015 : Alina Barraz & Galimatias - Fantasy (The Magician Remix)
- 2015 : Arches feat. Karen Harding - New Love (The Magician Remix)
- 2016 : AlunaGeorge feat. Popcaan - I'm In Control (The Magician Remix)
- 2016 : Gorgon City feat. Elderbrook - Smile (The Magician Remix)
- 2017 : Offaiah feat. Shenseea - Run This Town (The Magician Remix)
- 2018 : The Chainsmokers feat. Emily Warren - Side Effects (The Magician Remix)
- 2018 : Michael Calfan - It's Wrong (The Magician Remix)
- 2018 : Fred Rister feat. Chris Willis & Sam Martin - I Want A Miracle (The Magician Remix)
- 2019 : Todiefor & Shoeba & Roméo Elvis - Signals (The Magician Remix)
- 2019 : Bazzi vs. The Magician - Paradise (The Magician Remix)
- 2019 : Aevion - Lights Go Down (The Magician Remix)
- 2020 : Boston Bun feat. Loryn - Gucci Slides (The Magician Remix)
- 2020 : Fun Fun - Happy Station (The Magician Vocoder Version / The Magician Remix)
- 2020 : Mercer - Lemonade (The Magician Italo '85' Remix)
- 2020 : Dope Lemon feat. Winston Surfshit - Every Day Is a Holiday (The Magician Remix)
- 2021 : Ali Love & Nicky Night Time feat. Breakbot - Ubiquity (The Magician Remix)
- 2021 : Ludwig van Beethoven - Adagio, Piano Sonata No. 14, Moonlight (The Magician "Disco Odyssey" Remix)
- 2021 : The Knocks feat. Parson James - River (The Magician Remix)
- 2021 : Child Of The Parish - Forever's Not Enough (The Magician Remix)
- 2022 : Billy Porter - Children (The Magician Remix)
- 2022 : Planningtorock - Her Heart Is My Home Now (The Magician Remix)
- 2023 : Tom Grennan - Here (The Magician Remix)
- 2023 : Vladimir Cauchemar - Snow Is Falling (The Magician Remix)
- 2023 : Peter and The Roses feat. Surahn - Save You (The Magician Remix)
- 2024  : Mylène Farmer - Sans Contrefaçon (The Magician Remix)
- 2024  : Savage - ONLY YOU (The Magician Remix)
- 2024  : Lincoln Jesser - Tides Around The Moon (The Magician Remix)

### Sous Peter and The Magician (avecYuksek)

#### Singles
- 2012 : Memory

#### Remixes
- 2011 : Yuksek - Always On The Run (Peter & The Magician Remix)

### Sources
1. ↑  Archives - Les Octaves de la Musique 2014 - Récompenses
2. ↑  « Discografie The Magician », sur Belgium (Flanders) Charts Portal, Hung Medien
3. ↑  « Discographie The Magician », sur Belgium (Wallonia) Charts Portal, Hung Medien
4. ↑  « Discography The Magician », sur Australian Charts, Hung Medien
5. ↑  « Discographie The Magician », sur French Charts Portal, Hung Medien
6. ↑  « Discografie The Magician », sur Dutch Charts Portal, Hung Medien
7. ↑  « UK Charts > Magician ft Years & Years », Official Charts Company